# HIV-integrase
A HIV-integrase é uma proteína de 32 kDa, produzida a partir da porção C-terminal do produto de gene Pol. Esta integrase, é portanto, um potencial alvo para a terapia anti-HIV.
Em Novembro de 2005, dados de um ensaio clínico, relativos a um inibidor desta integrase, MK-0518, demonstraram que este composto poderia ter uma potencial actividade antiviral. Novos estudos clínicos estão a ser efectuados.
Em Outubro de 2007, a Food and Drug Administration aprovou o Raltegravir, um inibidor da integrase.